# Бест, Клайд
Клайд Сирил Бест (род. 24 февраля 1951, Сомерсет, Британские заморские территории) — бермудский футболист, был одним из первых чернокожих игроков в Первом дивизионе Футбольной лиги Англии, он забил 47 голов, играя на позиции нападающего за «Вест Хэм Юнайтед».

## Биография
В 1967 году Бест представлял сборную Бермудских Островов на Панамериканских играх, его команда дошла до финала, где была разгромлена Мексикой со счётом 4:0. На этом турнире Беста заметили скауты «Вест Хэма».
Как один из первых чернокожих футболистов в Великобритании, Бест регулярно становился мишенью расистских кричалок, иногда с трибун на него летели бананы и арахис. Тем не менее, в итоге он стал любимцем болельщиков на «Болейн Граунд». Он был сильным, мощным игроком с навыками традиционного английского центрфорварда: у него было трудно забрать мяч, и он был хорош в воздухе. Он дебютировал за «Вест Хэм» в домашнем матче против «Арсенала» 25 августа 1969 года в возрасте 18 лет, игра завершилась вничью 1:1. Свой первый гол за «молотобойцев» он забил 3 сентября в Кубке Лиги, его команда одержала победу со счётом 4:2 над «Галифакс Таун». Бест сыграл 218 матчей и забил 58 голов за «Вест Хэм» в больше чем семи сезонах между августом 1969 года и январём 1976 года.
Бест также играл в чемпионате Голландии за «Фейеноорд», где он в целом оказался разочарованием, забив всего 3 гола в 23 матчах. Он также играл в Североамериканской футбольной лиге за «Тампа-Бэй Раудис», «Торонто Близзард» и «Портленд Тимберс». Во время игры за «Раудис» в Соккер Боуле 1975 года на 88-й минуте он удвоил преимущество команды над «Портленд Тимберс», обеспечив первый титул чемпиона NASL для «Раудис». Бест также некоторое время был помощником главного тренера «Сан-Диего Сокерз», а в конце 90-х тренировал сборную Бермуд.
В 1993 году Бест также сыграл важную роль в создании секции футбола в колледже Ирвин Вэлли, Южная Калифорния, как член-учредитель тренерского штаба вместе с главным тренером Мартином Макгроганом.
Бест был включён в Бермудский Национальный спортивный зал славы в 2004 году. В январе 2006 года он был награждён Орденом Британской империи за развитие футбола и заслуги перед обществом Бермуд.